# Гарсия, Дамиан
Се́рхио Дамиа́н Гарси́я Гра́нья (исп. Sergio Damián García Graña; род. июль 2003 или 15 июля 2003, Канелонес или Канелонес) — уругвайский футболист, полузащитник клуба «Пеньяроль».

## Клубная карьера
Гарсия — воспитанник клуба «Пеньяроль». 5 марта 2023 года в матче против «Депортиво Мальдонадо» он дебютировал в уругвайской Примере.

## Международная карьера
В 2023 году в составе молодёжной сборной Уругвая Гарсия принял участие в молодёжном чемпионате Южной Америки в Колумбии. На турнире он сыграл в матчах против сборных Колумбии, Чили, Боливии, Парагвая, Бразилии, Эквадора и дважды Венесуэлы. В поединке против чилийцев Дамиан забил гол.
В том же году Гарсия стал победителем молодёжного чемпионата мира в Аргентине. На турнире он сыграл в матчах против команд Ирака, Англии, Туниса, Гамбии, США, Израиля и Италии.

## Достижения
Международные
 Уругвай (до 20)
- Победитель молодёжного чемпионата мира — 2023